# Francesco Rasi
Francesco Rasi (ur. 14 maja 1574 w Arezzo, zm. 30 listopada 1621 w Mantui) – włoski kompozytor i śpiewak (tenor), a także instrumentalista grający na chitarrone i klawesynie.

## Życiorys
Pochodził z rodziny arystokratycznej. Studiował na uniwersytecie w Pizie, następnie uczył się we Florencji u Giulio Cacciniego. Na początku lat 90. XVI wieku odnosił sukcesy jako śpiewak w Rzymie. Wraz z Carlem Gesualdem podróżował po Włoszech. W 1597 roku towarzyszył też biskupowi Caserty w poselstwie do Polski, odwiedził Kraków i Warszawę. W 1608 roku odwiedził Francję i Niderlandy, a w 1612 roku Pragę i Salzburg. Od 1598 roku do końca życia przebywał na dworze Gonzagów w Mantui. Brał udział w prapremierowych przedstawieniach oper L’Euridice Jacopo Periego, Il rapimento di Cefalo Giulio Cacciniego, La Dafne Marco da Gagliano, L’Arianna i L’Ofeo Claudio Monteverdiego. W 1610 roku, oskarżony o morderstwo, został wygnany z Toskanii na 10 lat. Od 1612 roku był członkiem Accademia Filarmonica w Weronie.
Napisał dramma per musica Cibele et Ati na uroczystość zaślubin Ferdynanda Gonzagi z Katarzyną Medycejską w 1617 roku (muzyka nie zachowała się). Opublikował dwa zbiory monodii (Wenecja 1608 i Florencja 1610), pisał też motety do tekstów w języku łacińskim. 